# Cada vez que nos miramos
Cada vez que nos miramos (oficialmente El Camarón de la Isla con la colaboración especial de Paco de Lucía) es el segundo álbum del cantaor español Camarón de la Isla. Fue grabado y publicado en 1970. Cuenta con Paco de Lucía como guitarrista y sus hermanos Ramón de Algeciras segunda guitarra y Pepe de Lucía, compositor de la mayoría de las canciones, además con la composición de Antonio Fernández Díaz 'Fosforito') de cinco canciones junto a Pepe de Lucía. Antonio Sánchez Pecino, el padre de Paco, que se convirtió en autor de muchas canciones que grabó el gitano rubio de San Fernando, del que también fue su productor discográfico y representante.

## Lista de canciones
Todas las canciones compuestas por Pepe de Lucía excepto donde se indique.
1. Cada vez que nos miramos (Solea) – (Pepe de Lucía / Antonio Fernández Díaz) – 3:47
2. Y no llegaste a quererme (Granaina) – (Pepe de Lucía / Antonio Fernández Díaz) – 2:58
3. Ante el altar me juraste (Tangos) – (Pepe de Lucía / Antonio Fernández Díaz) – 3:52
4. Moral (Fandangos) – (Pepe de Lucía / Antonio Fernández Díaz) – 2:17
5. Le andan hablando (Bulerías) 4:09
6. Vas a conseguir tres cosas (Fandangos de Huelva) 1:57
7. Jardín de belleza (Romera) 2:33
8. Sube al enganche (Taranto) 2:20
9. Donde una ermita poner (Fandangos) 2:32
10. A los santos del cielo (Seguiriyas)– (Pepe de Lucía / Antonio Fernández Díaz) – 4:08
11. Soy grande por ser gitano (Bulerías) 3:18
12. Al gurugu guruguero (Tientos) 3:19

## Personal
- Camarón de la Isla - Voz
- Paco de Lucía - Guitarra
- Ramón de Algeciras - Segunda guitarra

## Nota
- El nombre oficial del álbum es El Camarón de la Isla con la colaboración especial de Paco de Lucía, pero es llamado Cada Vez Que Nos Miramos debido a que entre los fanáticos y aficionados se dio la costumbre de llamarlo por el nombre de la primera canción.

- Datos: Q5016220